# Calliteara pudibunda
Calliteara pudibunda es una especie de lepidóptero perteneciente a la familia Erebidae, y habita en el continente europeo la península de Anatolia y en Boyacá, Colombia.

## Características
Posee una envergadura de entre 40 a 60 mm y presenta dimorfismo sexual. En su fase adulta vuela de abril a junio principalmente. La larva se alimenta de varias especies de robles, sauces, abedules, o de géneros como Prunus o Crataegus.

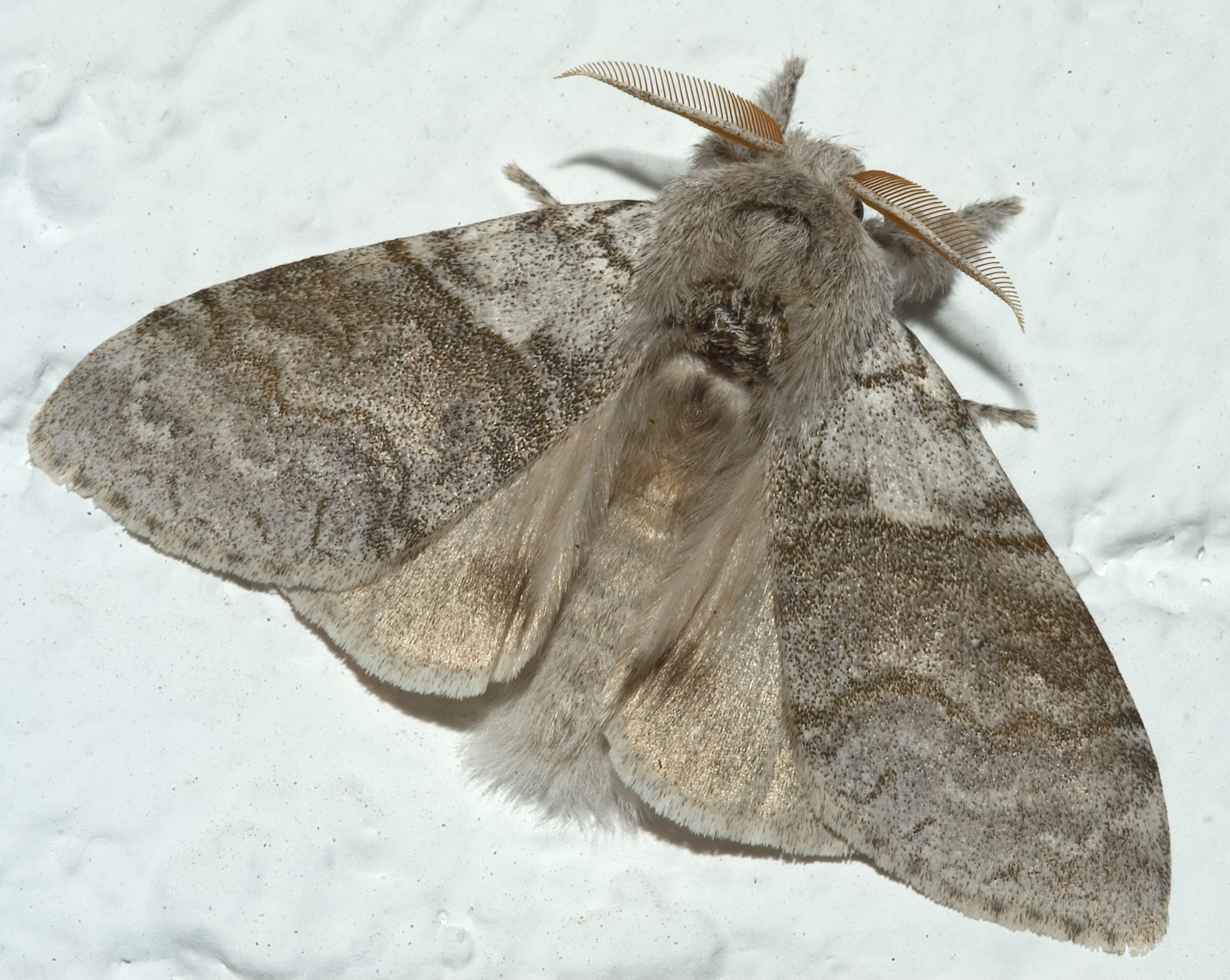
Calliteara pudibunda, adulto.